# Volare - My favorite italian songs
Volare - My favorite italian songs este un album cover lansat în anul 1999 de Al Bano. Albumul conține melodii de succes din repertoriul pop italian. În Austria ajunge pe locul 1 in Top și obtine un disc de aur și unul de platină. Este dedicat lui Domenico Modugno.

## Track list
1. Volare  (Domenico Modugno, Franco Migliacci)
2. Capri Fischer  (Gerhard Winkler, Vito Pallavicini)
3. Piccola e Fragile  (Luigi Albertelli, Enrico Riccardi)
4. Il ragazzo della via Gluck  (Adriano Celentano, Detto Mariano, Luciano Beretta, Michele Del Prete)
5. Per chi  (Pete Ham, Tom Evans, Daniele Pace)
6. Piove (Ciao, ciao bambina)  (Domenico Modugno, Dino Verde)
7. Il mondo  (Carlo Pes, Enrico Sbriccoli, Gianni Meccia)
8. Quando m`innamoro  (Daniele Pace, Roberto Livraghi, Mario Panzeri)
9. Non ti scordar di me  (Ernesto De Curtis, Domenico Furnò)
10. Minuetto  (Franco Califano, Dario Baldan Bembo)
11. O surdato 'nnammurato  (Enrico Cannio, Aniello Califano)
12. Quando quando quando  (Tony Renis, Alberto Testa)
13. Azzurro  (Michele Virano, Paolo Conte, Vito Pallavicini)